# Бернштейн (фамилия)
Бернштейн — еврейская (ашкеназская) и немецкая фамилия.
Во многих западноевропейских языках пишется как Bernstein и по-немецки произносится как Бернштайн, а по-английски — как Бернстин, Бернстайн. Наиболее часто в начале XX столетия встречалась в Одессе. Фонетические разновидности этой фамилии включают Беренштейн, Беринштейн, Берштейн, Бурштейн, Бурштын и многие другие.

## Этимология
Этимологические издания выделяют несколько возможных гипотез происхождения фамилии:
- патронимическая фамилия от мужского личного имени Бер[1][3]
- Образована от немецкого топонима Bernstein (Бернштайн). Такое название носят или носили населенные пункты в Австрии (Бернштайн — поселок в федеральной земле Бургенланд), в Баварии (Бернштайн-ам-Вальд) и в Восточной Пруссии (ныне Пелчице, Западно-Поморское воеводство Польши). Авторы «Оксфордского словаря фамилий Британии и Ирландии» отмечают, что названия этих населённых пунктов, образованные от средненижненемецкого bernen (жечь) и stēn (камень), вероятнее связаны с кирпичным производством, чем с современным немецким значением слова Bernstein — «янтарь». Возможно также происхождение фамилии от другого распространённого немецкого топонима Bärenstein[2]
- Искусственная фамилия, происходящая от немецкого слова Bernstein («янтарь»)[3]. В этом случае фамилия могла быть чисто орнаментальной либо действительно связанной с профессией первых носителей[2]. Варианты Бурштейн и Бурштын связаны со славянскими словами со значением «янтарь», заимствованными из немецкого Bernstein (пол. bursztyn, укр. бурштин, бел. бурштын).